# Production de coton en Azerbaïdjan
La production de coton en Azerbaïdjan a été historiquement cruciale pour l'économie nationale, représentant environ 25% des revenus agricoles.

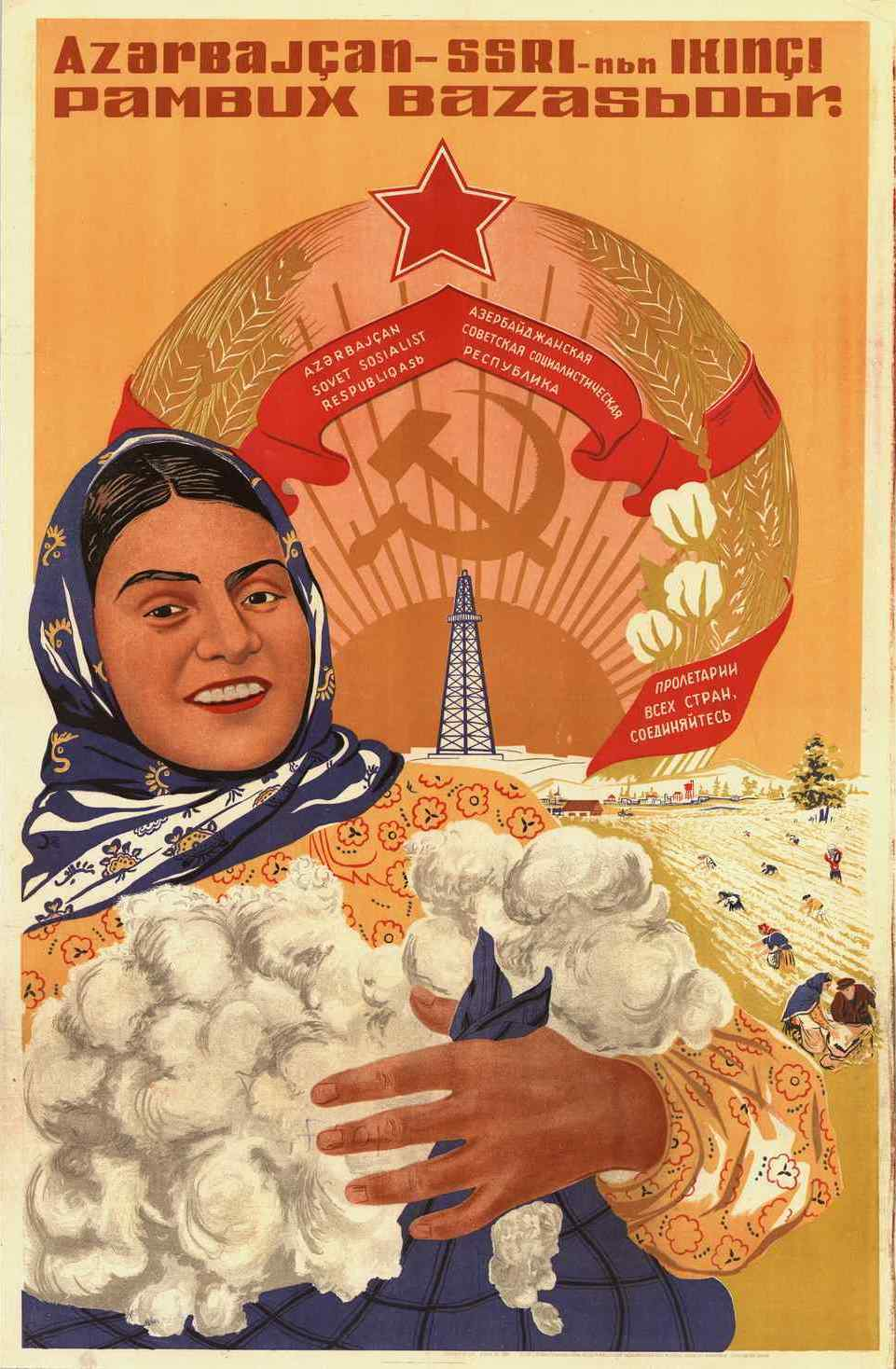

## Histoire
Il n'y a pas de documents historiques qui indiqueraient la période exacte de l'émergence de la culture du coton en Azerbaïdjan.
Selon des fouilles archéologiques à Mingəçevir, des écheveaux et des graines de coton des Ve – VIe siècles ont été trouvés. À Barda, Nakhitchevan, Beylagan, Gandja, Chamkir et d'autres villes, le coton était préparé pour l'exportation et, au XVe siècle, les produits en coton étaient transportés de Chamakhi vers la Russie.
De nouvelles variétés de coton telles que les variétés de Mazandéran, d'Erevan, d'Égypte et d'Amérique ont été introduites au XIXe siècle.
L'industrie du coton est considérée comme l'une des industries importantes du pays. Actuellement, le pays a l'intention de développer davantage l'industrie du coton et un certain nombre de mesures ont été prises dans cette direction. Le président Ilham Aliyev a signé un décret sur le soutien de l'État à la production de coton en septembre 2016. Le ministère de l'Agriculture de l'Azerbaïdjan a élaboré le Programme national de culture du coton 2017-20. Selon le programme, il est prévu de produire du coton sur une superficie de 120 000 hectares dans 27 districts de la République.